# Volta a la Comunitat Valenciana 1997
La Volta a la Comunitat Valenciana 1997, cinquantacinquesima edizione della corsa, si svolse dal 25 febbraio al 1º marzo su un percorso di 818 km ripartiti in 5 tappe (la quinta suddivisa in due semitappe), con partenza a Elche e arrivo a Valencia. Fu vinta dallo spagnolo Juan Carlos Domínguez della Kelme davanti ai francesi Armand De Las Cuevas e Christophe Moreau.

## Tappe
| Tappa  | Data        | Percorso                                | km  | Vincitore di tappa  | Leader cl. generale   |
| ------ | ----------- | --------------------------------------- | --- | ------------------- | --------------------- |
| 1ª     | 25 febbraio | Elche > Elche                           | 151 | Mario Cipollini     | Mario Cipollini       |
| 2ª     | 26 febbraio | Elche > Calp                            | 180 | Maurizio Fondriest  | Maurizio Fondriest    |
| 3ª     | 27 febbraio | Calp > Alcàsser                         | 189 | Erik Zabel          | Erik Zabel            |
| 4ª     | 28 febbraio | Alcàsser > Castells                     | 177 | Rodolfo Massi       | Pascal Chanteur       |
| 5ª-1ª  | 1º marzo    | Castells > Valencia                     | 100 | Gian Matteo Fagnini | Pascal Chanteur       |
| 5ª-2ª  | 1º marzo    | Valencia > Valencia (cron. individuale) | 21  | Chris Boardman      | Juan Carlos Domínguez |
| Totale | Totale      | Totale                                  | 818 |                     |                       |

## Dettagli delle tappe

### 1ª tappa
- 25 febbraio: Elche > Elche – 151 km

| Pos. | Corridore       | Squadra  | Tempo    |
| ---- | --------------- | -------- | -------- |
| 1    | Mario Cipollini | Saeco    | 3h46'57" |
| 2    | Endrio Leoni    | Aki-Safi | s.t.     |
| 3    | Erik Zabel      | Telekom  | s.t.     |

| Pos. | Corridore       | Squadra | Tempo |
| ---- | --------------- | ------- | ----- |
| 1    | Mario Cipollini | Saeco   |       |

### 2ª tappa
- 26 febbraio: Elche > Calp – 180 km

| Pos. | Corridore          | Squadra   | Tempo    |
| ---- | ------------------ | --------- | -------- |
| 1    | Maurizio Fondriest | Cofidis   | 4h42'46" |
| 2    | Viatcheslav Ekimov | US Postal | s.t.     |
| 3    | Zbigniew Spruch    | Mapei-GB  | s.t.     |

| Pos. | Corridore          | Squadra | Tempo |
| ---- | ------------------ | ------- | ----- |
| 1    | Maurizio Fondriest | Cofidis |       |

### 3ª tappa
- 27 febbraio: Calp > Alcàsser – 189 km

| Pos. | Corridore    | Squadra  | Tempo    |
| ---- | ------------ | -------- | -------- |
| 1    | Erik Zabel   | Telekom  | 5h06'32" |
| 2    | Endrio Leoni | Aki-Safi | s.t.     |
| 3    | Ján Svorada  | Mapei-GB | s.t.     |

| Pos. | Corridore  | Squadra | Tempo     |
| ---- | ---------- | ------- | --------- |
| 1    | Erik Zabel | Telekom | 13h36'14" |

### 4ª tappa
- 28 febbraio: Alcàsser > Castells – 177 km

| Pos. | Corridore       | Squadra | Tempo    |
| ---- | --------------- | ------- | -------- |
| 1    | Rodolfo Massi   | Casino  | 4h22'44" |
| 2    | Pascal Chanteur | Casino  | s.t.     |
| 3    | Roberto Petito  | Saeco   | s.t.     |

| Pos. | Corridore       | Squadra | Tempo     |
| ---- | --------------- | ------- | --------- |
| 1    | Pascal Chanteur | Casino  | 17h58'58" |

### 5ª tappa - 1ª semitappa
- 1º marzo: Castells > Valencia – 100 km

| Pos. | Corridore           | Squadra  | Tempo    |
| ---- | ------------------- | -------- | -------- |
| 1    | Gian Matteo Fagnini | Saeco    | 2h20'18" |
| 2    | Ján Svorada         | Mapei-GB | s.t.     |
| 3    | Pascal Chanteur     | Casino   | s.t.     |

| Pos. | Corridore       | Squadra | Tempo     |
| ---- | --------------- | ------- | --------- |
| 1    | Pascal Chanteur | Casino  | 20h19'16" |

### 5ª tappa - 2ª semitappa
- 1º marzo: Valencia > Valencia (cron. individuale) – 21 km

| Pos. | Corridore             | Squadra | Tempo  |
| ---- | --------------------- | ------- | ------ |
| 1    | Chris Boardman        | Gan     | 23'16" |
| 2    | Juan Carlos Domínguez | Kelme   | a 12"  |
| 3    | Armand De Las Cuevas  | Banesto | a 36"  |

| Pos. | Corridore             | Squadra       | Tempo     |
| ---- | --------------------- | ------------- | --------- |
| 1    | Juan Carlos Domínguez | Kelme         | 20h42'44" |
| 2    | Armand De Las Cuevas  | Banesto       | a 24"     |
| 3    | Christophe Moreau     | Festina-Lotus | a 26"     |

## Classifiche finali

### Classifica generale
| Pos. | Corridore             | Squadra                   | Tempo     |
| ---- | --------------------- | ------------------------- | --------- |
| 1    | Juan Carlos Domínguez | Kelme                     | 20h42'44" |
| 2    | Armand De Las Cuevas  | Banesto                   | a 24"     |
| 3    | Christophe Moreau     | Festina-Lotus             | a 26"     |
| 4    | Victor Gamito         | Deportpublic-Cafes Toscaf | a 32"     |
| 5    | Viatcheslav Ekimov    | US Postal Service         | a 41"     |
| 6    | Pascal Chanteur       | Casino-C'est votre équipe | a 45"     |
| 7    | Michael Andersson     | TVM-Farm Frites           | a 46"     |
| 8    | Didier Rous           | Festina-Lotus             | a 52"     |
| 9    | Roberto Petito        | Saeco                     | a 53"     |
| 10   | Francesco Casagrande  | Saeco                     | a 1'03"   |